# 彩豪一義
彩豪 一義（さいごう かずよし、1975年9月7日 - 2019年4月6日）は、埼玉県大宮市（現：さいたま市西区）出身で中村部屋に所属した元大相撲力士。本名は墨谷 一義（すみや かずよし）。身長184cm、体重172kg、血液型はO型。得意技は突き、押し。趣味は手品・サイクリング・ダーツ。最高位は西十両5枚目（1996年5月場所）。

## 来歴
入門前から相撲で頭角を現しており、バスケットボールとバレーボールも他に経験していた。元関脇・富士櫻(10代中村)のもと猛稽古で知られた中村部屋に入門し、1991年3月場所に初土俵。同期には千代天山、金開山、壽山、春日錦がいた。同じ高砂一門で年齢の近い千代大海や闘牙らとはライバルとして下位の頃から出稽古・巡業先の山稽古で切磋琢磨しあった仲である。
師匠によれば、家庭のしつけもよかったのか礼儀作法を教えるにも手はかからず、自主的かつ真面目な稽古ぶりで相撲向きの身体に似合った押し相撲を会得していったという。早くから部屋のホープとして将来を嘱望され、期待に応え順調に番付を上げ、1995年11月場所に十両に昇進。十両に定着し、幕内を狙える地位まで番付を上げたが、怪我もあり1997年11月場所を最後に幕下に陥落。幕下5枚目以内で勝ち越し、十両に復帰できそうな場所も何度も有ったが番付運に泣かされ続けた。右肘や首のヘルニアといった怪我も多く全盛期の相撲が取れなくなり、一時は三段目まで陥落。そこから這い上がり、2004年1月場所には西幕下3枚目まで番付を巻き返したが十両に返り咲くことは出来ず、さらに心臓にも欠陥が見つかったため、2005年1月場所を最後に現役を引退した。
引退後は実家の工務店に勤めた後に、2010年に墨ホーム企画（株）を起業し独立。一般建築・リフォームをはじめ飲食店舗企画運営、イベント企画運営などを手がけていた。さいたま相撲クラブ(清宮修心相撲道場)の顧問として少年相撲の指導にも携わっていた。
境川部屋に所属していた元力士・薩喜海によると、自身が現役力士だった当時は巡業部の担当だった13代境川に「巡業をやりたい」と彩豪が相談に来たという。その年には実現しなかったが、大相撲八百長騒動で三月場所が技量審査場所として無料開催されるなどしたなか、彩豪は各地の巡業を見て回って勉強をした。さいたまスポーツコミッションというスポーツ振興と地域経済の活性化を目的とした団体の力も借り、飛び込みで営業にも行くなどして、2012年に大相撲さいたま巡業を実現させた。以降、彩豪は6度に渡り、さいたま巡業の勧進元を務めた。
2014年頃から変形性股関節症のため歩行困難となり両手に杖をつかないと歩けない状態となったが、2018年2月に人工股関節両側同時置換術を受けた。その後のリハビリの結果、同年8月に開設したYouTube『彩豪ちゃんねる』内の動画では杖をつかずに歩行したり、畑作もするまで回復した姿を見せている。
同年10月6日には土俵上で勧進元挨拶も行った。この勧進元挨拶は、彩豪の引退後に相撲人気が低迷したことから「何とか外側から応援出来ないか」と大相撲さいたま場所を行ってきたこと、相撲人気が回復した今また相撲界についての報道が世間を賑わせていることに触れつつ、相撲ファンに対し「土俵の中に注目していただきたい！」「死に物狂いで頑張っている力士たち、綺麗な声で呼びあげる呼出さん、力士の取組を華麗に裁く行司さん、力士の丁髷・大銀杏をしっかり結ってくれる床山さんにも声をかけて応援をしてあげてほしい」と願うものであった。
相撲のフリーペーパーTSUNA(Vol.36・2018年秋)はこの勧進元挨拶を「相撲ファンの総意！大相撲さいたま場所で胸熱勧進元挨拶」として特集を組み、全文掲載している。TSUNAのインタビューによると、彩豪はこの勧進元挨拶に当たって自らの相撲愛を語ることを一番と思い、「俺は現役を退いているから後進の指導にあたるだけなんだ。現役のころは自分を中心に物事を考えていたけど、引退をしてからは現役がいるからこそ俺たちは飯を食えてる」と師匠が話していたことを思い出したという。自分には何が出来るのだろうと考えたときに「『いま相撲協会を変えたい』とかいう話ではなく、『自分が死んだ50年後までも相撲が栄えていて、大横綱が誕生するにはどうしたらいいんだろう』と考えるようになった」と語っている。
2019年2月には、これまで相撲の魅力や文化を精力的に発信してきた「彩豪ちゃんねる」で"100年後の国技を守るため"全国の壊れた土俵を直す「彩豪プロジェクト」を始動。同年4月5日の本人Facebook投稿によると、プロジェクトのためにチャンネルの収益が全て使われる予定であったという。
その翌日の4月6日午前、東京都台東区の会社事務所で倒れ、救急車で運ばれた先の病院で死去。43歳没。不整脈からくる心臓発作があったとみられている。
現役時代の師匠であった元富士櫻の中沢栄男は部屋の関取第1号の訃報に「びっくりした」と述べ、引退後も精力的に活動していた彩豪の死を残念がった。人柄を偲ぶように、通夜には高砂一門の関係者を始め、一門外からも同期生の16代高崎などの親方衆、勧進元をつとめたさいたま巡業に埼玉栄高校が協力していた縁から卒業生の妙義龍、同じ境川部屋の佐田の海や取的、13場所ぶりの関取復帰を果たした際に締め込みの提供を受けた時津風部屋の豊ノ島も参列した。16代高崎は「（3月31日に春巡業が行われた）伊勢神宮で会ったばかりなのに…」と、彩豪の死を悼んだ。
葬儀の日、弔辞を読んだ師匠は「もっと頑張って欲しかった。でも自慢の弟子でした」と涙ぐんだ。そしてこれまで彩豪と会社を運営してきた関係者は「彩豪プロジェクト」について「その道しるべを墨谷さんが作ってくれたので、あとは私たちで頑張ります」とその遺志を受け継ぐ決意を語っている。一門の枠を超えて錚々たる親方衆が葬儀に参列したことは専門外の記者にとっては意外なほどの人数が参列したように映ったという。
同年5月に相撲情報誌として新たに創刊されたTSUNAvol.01(夏号)は、故人の遺志を引き継いだ元薩喜海らを中心に「彩豪プロジェクト」の活動が継続されることを伝えた。「彩豪ちゃんねる」の動画視聴で発生した広告収入は全てこのプロジェクトのために使われ、土俵を新しく整備した際は動画配信による報告を予定しているという。
師匠によると、2019新型コロナウイルス感染拡大のため一周忌が中止になったという。

## 主な戦績
- 生涯成績：345勝317敗7休 勝率.521
- 十両成績：75勝90敗 勝率.455
- 現役在位：84場所
- 十両在位：11場所
- 各段優勝
  - 幕下優勝：1回（1999年11月場所）

### 場所別成績
| | 一月場所 初場所（東京） | 三月場所 春場所（大阪） | 五月場所 夏場所（東京） | 七月場所 名古屋場所（愛知） | 九月場所 秋場所（東京） | 十一月場所 九州場所（福岡） |
| --- | ----------------------- | ----------------------- | ----------------------- | --------------------------- | ----------------------- | --------------------------- |
| 1991年 （平成3年） | x                       | （前相撲）              | 西序ノ口15枚目 6–1      | 東序二段75枚目 3–4          | 東序二段100枚目 3–4     | 西序二段113枚目 6–1         |
| 1992年 （平成4年） | 東序二段37枚目 4–3      | 西序二段12枚目 4–3      | 西三段目88枚目 6–1      | 西三段目32枚目 3–4          | 東三段目51枚目 3–4      | 東三段目70枚目 6–1          |
| 1993年 （平成5年） | 東三段目20枚目 2–5      | 西三段目46枚目 4–3      | 東三段目30枚目 5–2      | 東三段目4枚目 4–3           | 東幕下51枚目 5–2        | 東幕下32枚目 3–4            |
| 1994年 （平成6年） | 西幕下41枚目 5–2        | 西幕下27枚目 5–2        | 西幕下15枚目 2–5        | 東幕下33枚目 5–2            | 西幕下19枚目 4–3        | 西幕下15枚目 3–4            |
| 1995年 （平成7年） | 東幕下23枚目 3–4        | 東幕下33枚目 4–3        | 西幕下24枚目 4–3        | 東幕下20枚目 6–1            | 西幕下6枚目 6–1         | 東十両13枚目 6–9            |
| 1996年 （平成8年） | 西幕下2枚目 5–2         | 西十両13枚目 11–4       | 西十両5枚目 7–8         | 西十両7枚目 6–9             | 西十両10枚目 7–8        | 東十両12枚目 8–7            |
| 1997年 （平成9年） | 東十両7枚目 5–10        | 東十両12枚目 6–9        | 東幕下2枚目 4–3         | 東十両13枚目 9–6            | 東十両7枚目 5–10        | 東十両11枚目 5–10           |
| 1998年 （平成10年） | 東幕下4枚目 2–5         | 西幕下15枚目 2–5        | 西幕下29枚目 5–2        | 西幕下19枚目 2–5            | 東幕下34枚目 3–4        | 西幕下43枚目 3–4            |
| 1999年 （平成11年） | 西幕下56枚目 5–2        | 東幕下38枚目 4–3        | 東幕下29枚目 5–2        | 東幕下16枚目 2–5            | 西幕下28枚目 優勝 6–1   | 西幕下11枚目 5–2            |
| 2000年 （平成12年） | 西幕下4枚目 2–5         | 西幕下13枚目 5–2        | 西幕下5枚目 2–5         | 西幕下15枚目 3–4            | 東幕下22枚目 2–5        | 東幕下37枚目 5–2            |
| 2001年 （平成13年） | 東幕下24枚目 5–2        | 西幕下15枚目 6–1        | 西幕下3枚目 4–3         | 東幕下2枚目 0–7             | 東幕下37枚目 3–4        | 東幕下49枚目 5–2            |
| 2002年 （平成14年） | 西幕下28枚目 5–2        | 東幕下18枚目 2–5        | 西幕下33枚目 3–4        | 西幕下39枚目 5–2            | 東幕下25枚目 4–3        | 東幕下18枚目 1–6            |
| 2003年 （平成15年） | 西幕下45枚目 4–3        | 東幕下37枚目 1–6        | 東三段目7枚目 6–1       | 西幕下31枚目 4–3            | 西幕下24枚目 4–3        | 西幕下19枚目 6–1            |
| 2004年 （平成16年） | 西幕下3枚目 3–4         | 西幕下7枚目 3–4         | 東幕下11枚目 3–4        | 西幕下14枚目 3–4            | 西幕下18枚目 3–4        | 西幕下22枚目 1–6            |
| 2005年 （平成17年） | 東幕下41枚目 引退 0–0–7 | x                       | x                       | x                           | x                       | x                           |
| 各欄の数字は、「勝ち-負け-休場」を示す。 優勝 引退 休場 十両 幕下 三賞：敢=敢闘賞、殊=殊勲賞、技=技能賞 その他：★=金星 番付階級：幕内 - 十両 - 幕下 - 三段目 - 序二段 - 序ノ口 幕内序列：横綱 - 大関 - 関脇 - 小結 - 前頭（「#数字」は各位内の序列） |                         |                         |                         |                             |                         |                             |

## 改名歴
- 墨谷 一義（すみや かずよし）1991年3月場所 - 1995年9月場所
- 彩豪 一義（さいごう－）1995年11月場所 - 2003年3月場所
- 墨谷 一義（すみや－）2003年5月場所 - 2005年1月場所